# Гезер (кибуц)

Ге́зер (ивр. גזר‎) — кибуц, расположенный в 7 км юго-восточнее города Рамла. Кибуц примыкает к шоссе 424 (Рамла—Латрун) и относится к региональному совету Гезер. Имя своё кибуц получил в честь древнего ханаанского города Гезер, который в настоящее время является археологическим памятником и расположен в километре от кибуца. 

## История

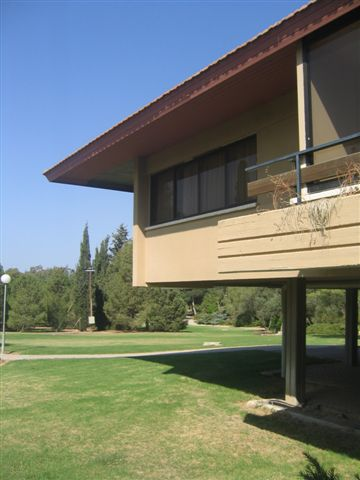
Столовая кибуца

Кибуц основан в 1945 году новыми репатриантами из Европы.
С 1961 года жители несколько раз покидали кибуц,  заселялись новые люди, пока в 1974 году кибуц не был заселён выходцами из США.

## Население
По данным Центрального статистического бюро Израиля, население на начало 2020 года составляло 287 человек.

## Отрасли кибуца
- строительство и производство стройматериалов;
- коровник;
- аренда квартир туристам (циммер);
- универмаг;
- садоводство;
- образование;
- банкетный зал «Като́м» (ивр. כתום‎ — оранжевый).

## Развлечения
- бейсбольная и баскетбольная площадки;
- плавательный бассейн;
- детская площадка;
- библейский парк «Пина́т шораши́м» (ивр. פינת שורשים‎)

## Галерея

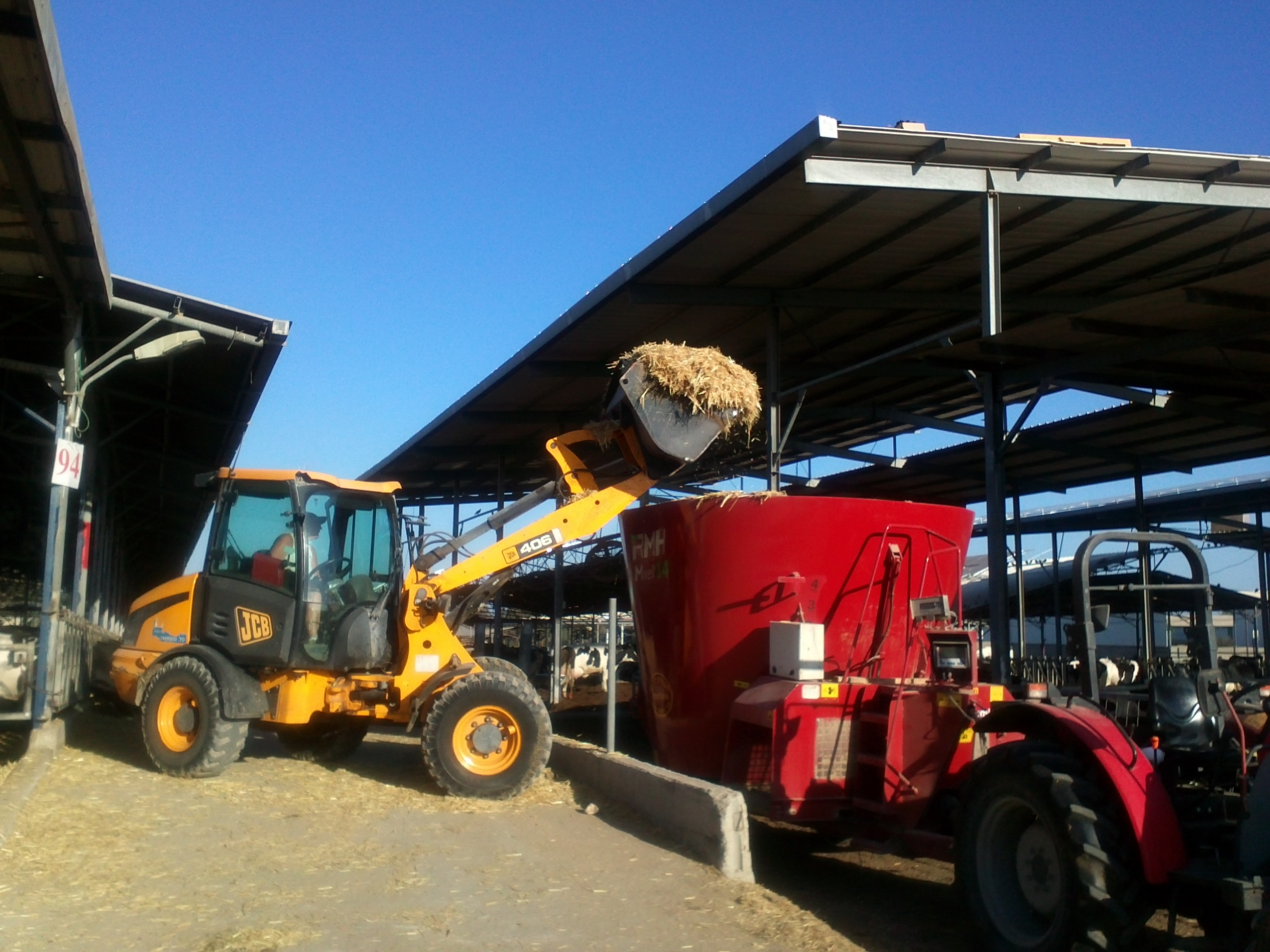
Кормление коров
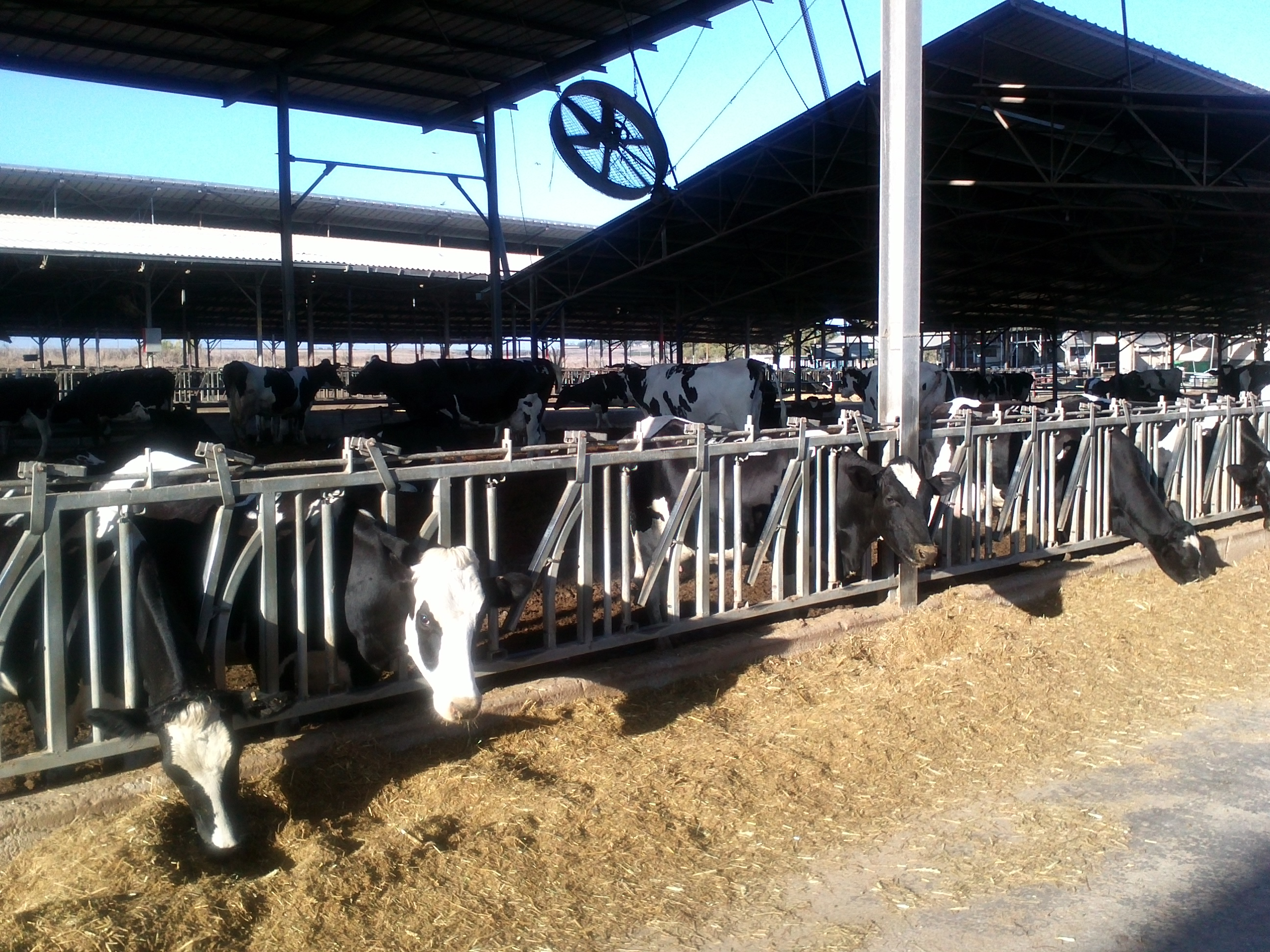
Кормление коров
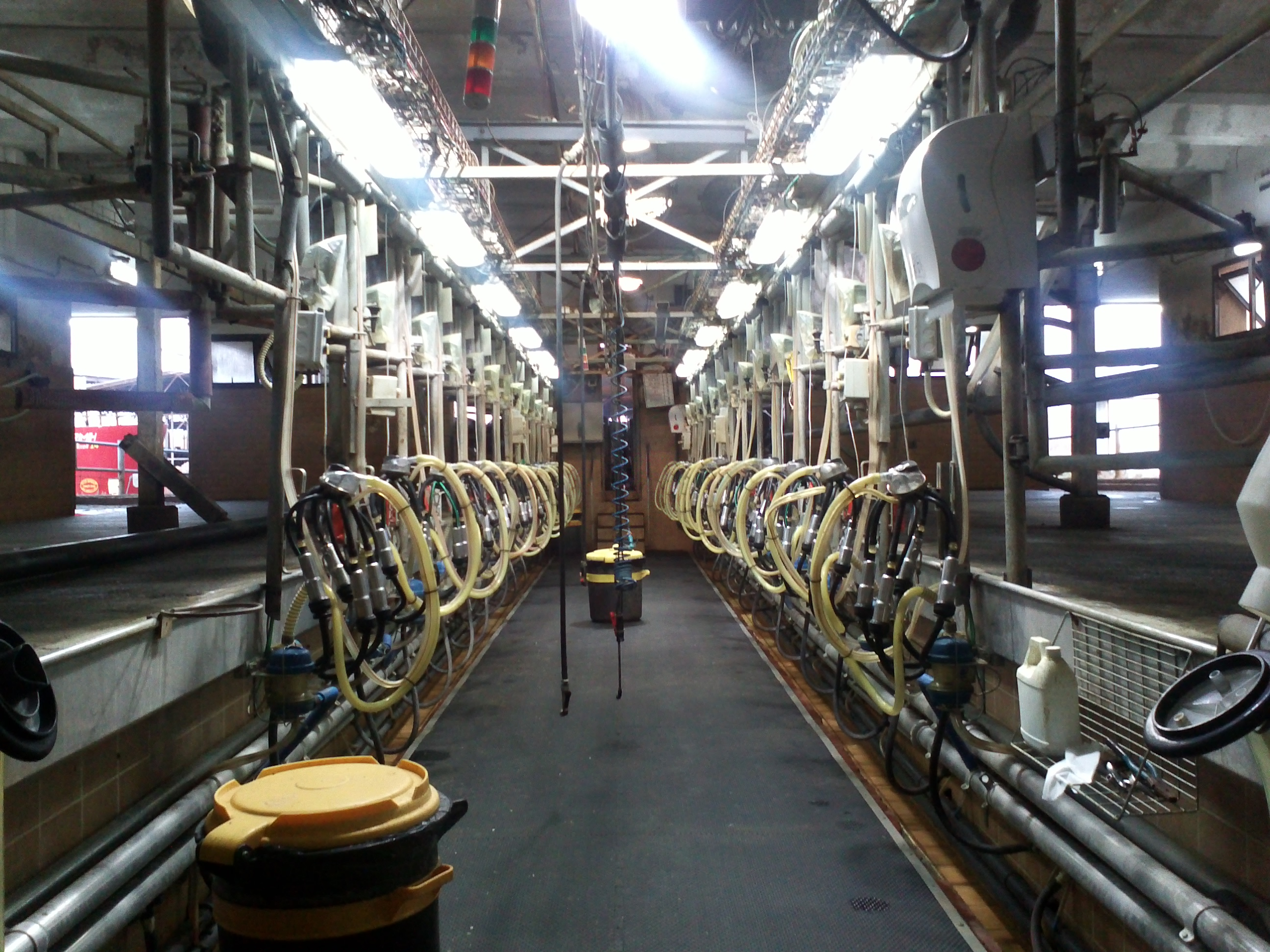
Доильный зал
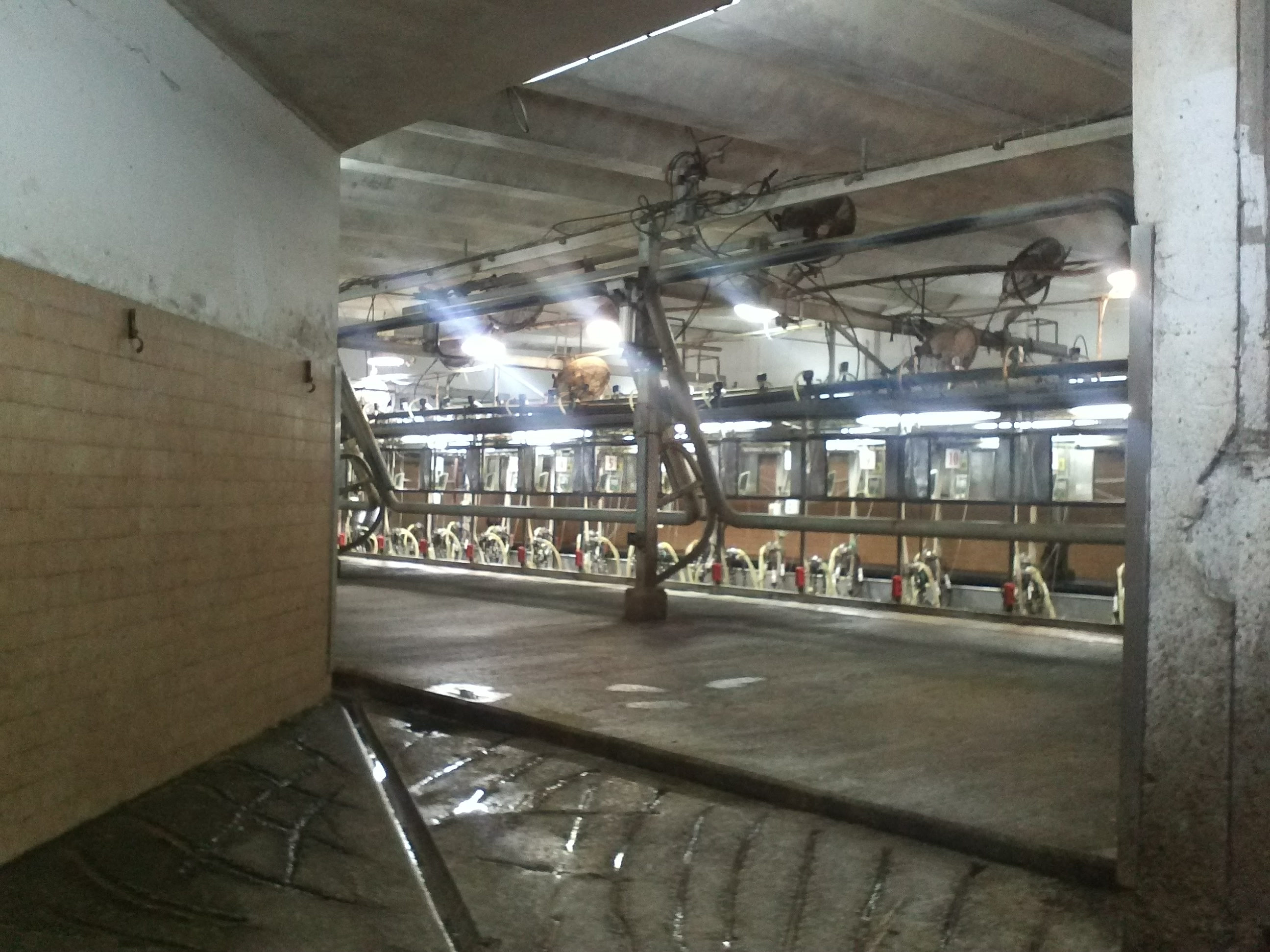
Доильный зал
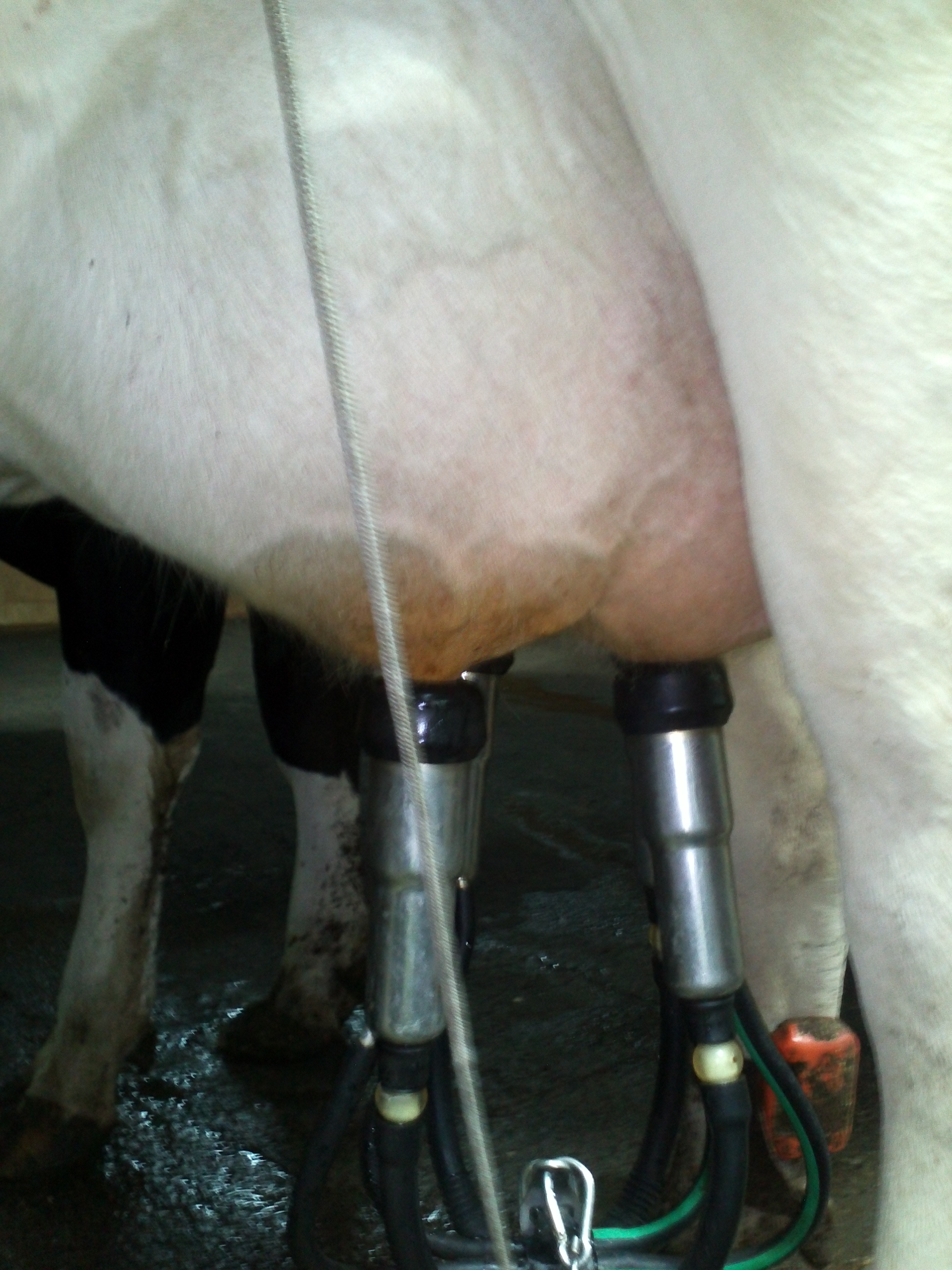
Дойка
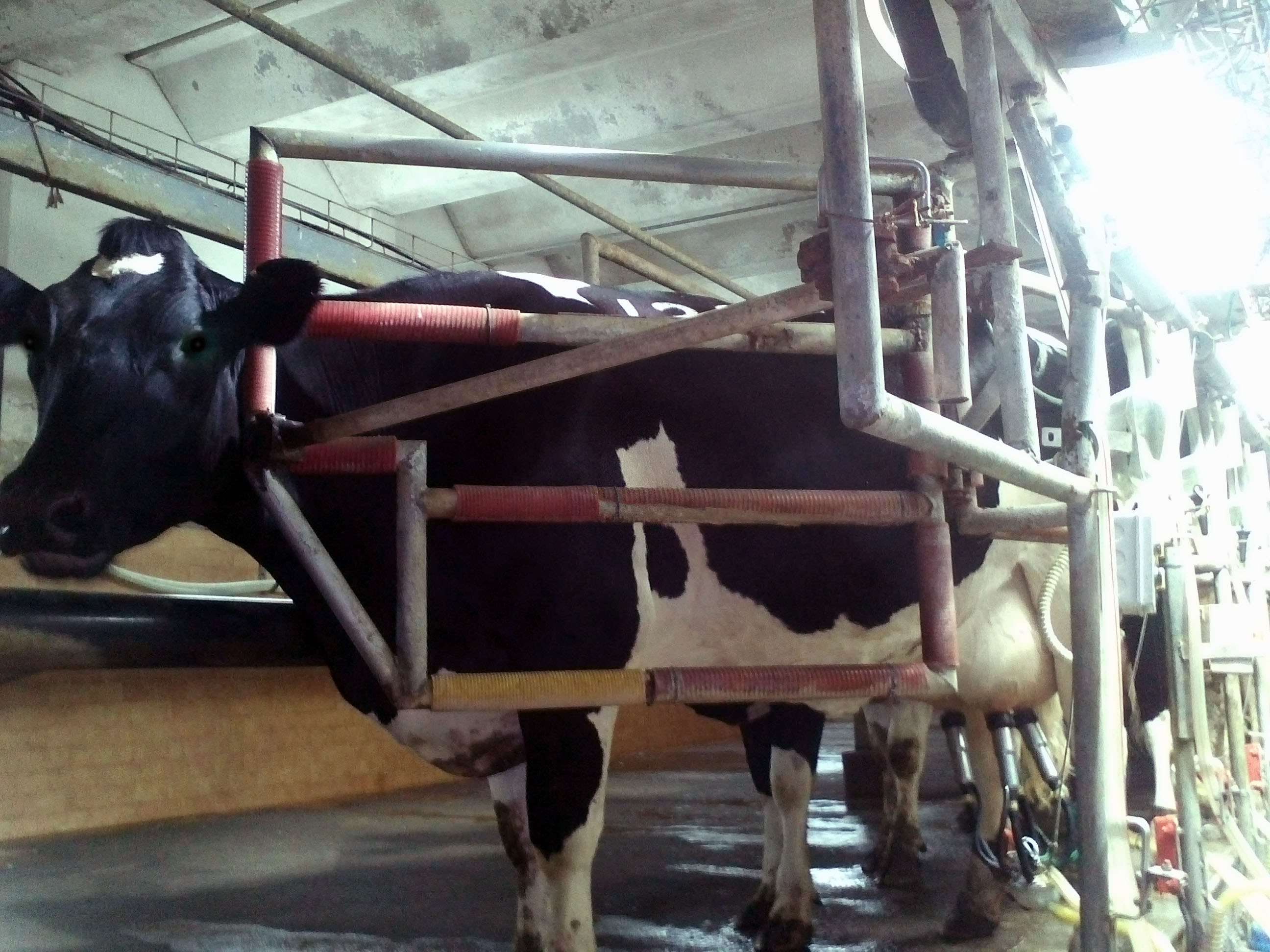
Дойка
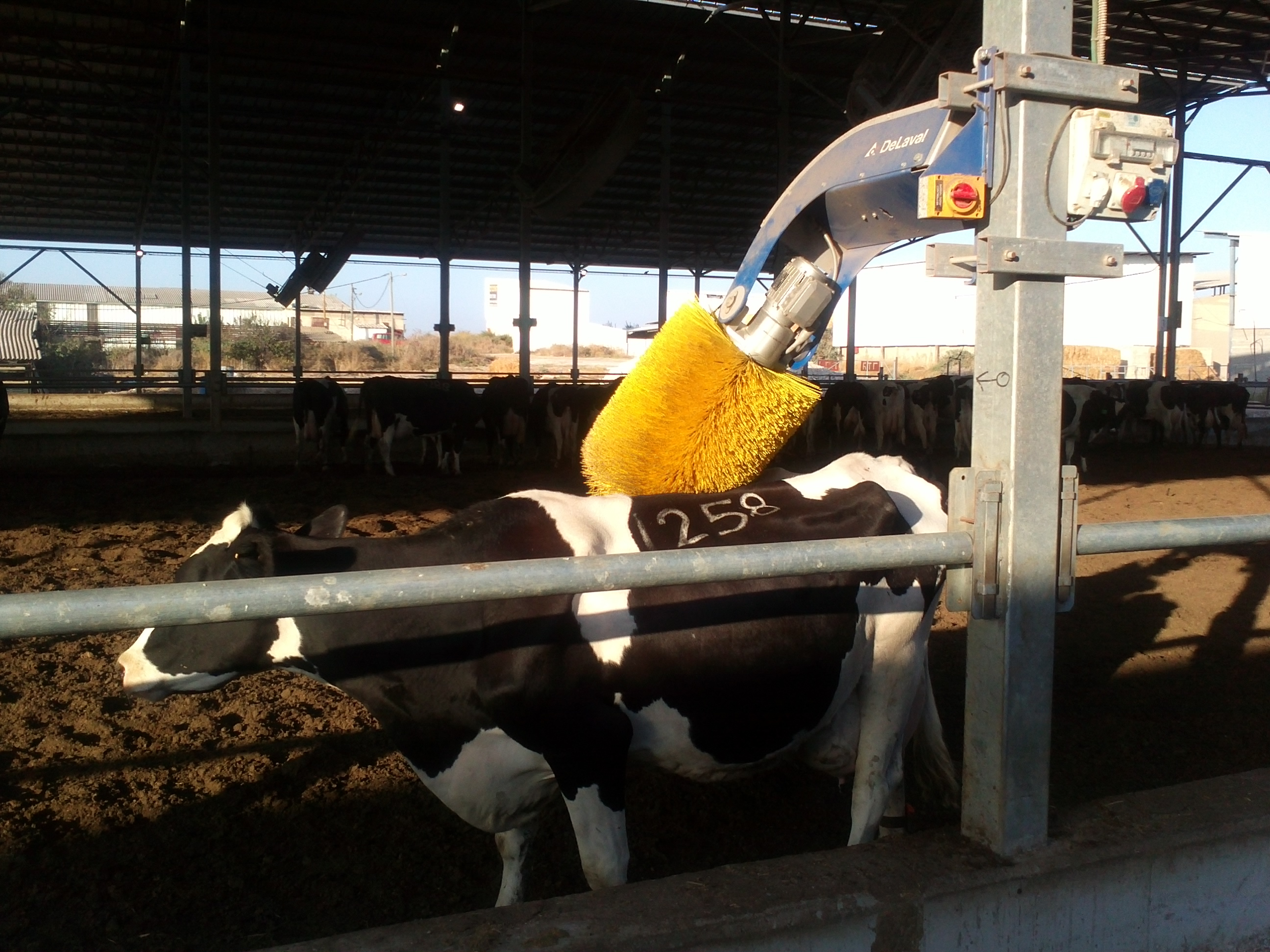
Электрочесалка
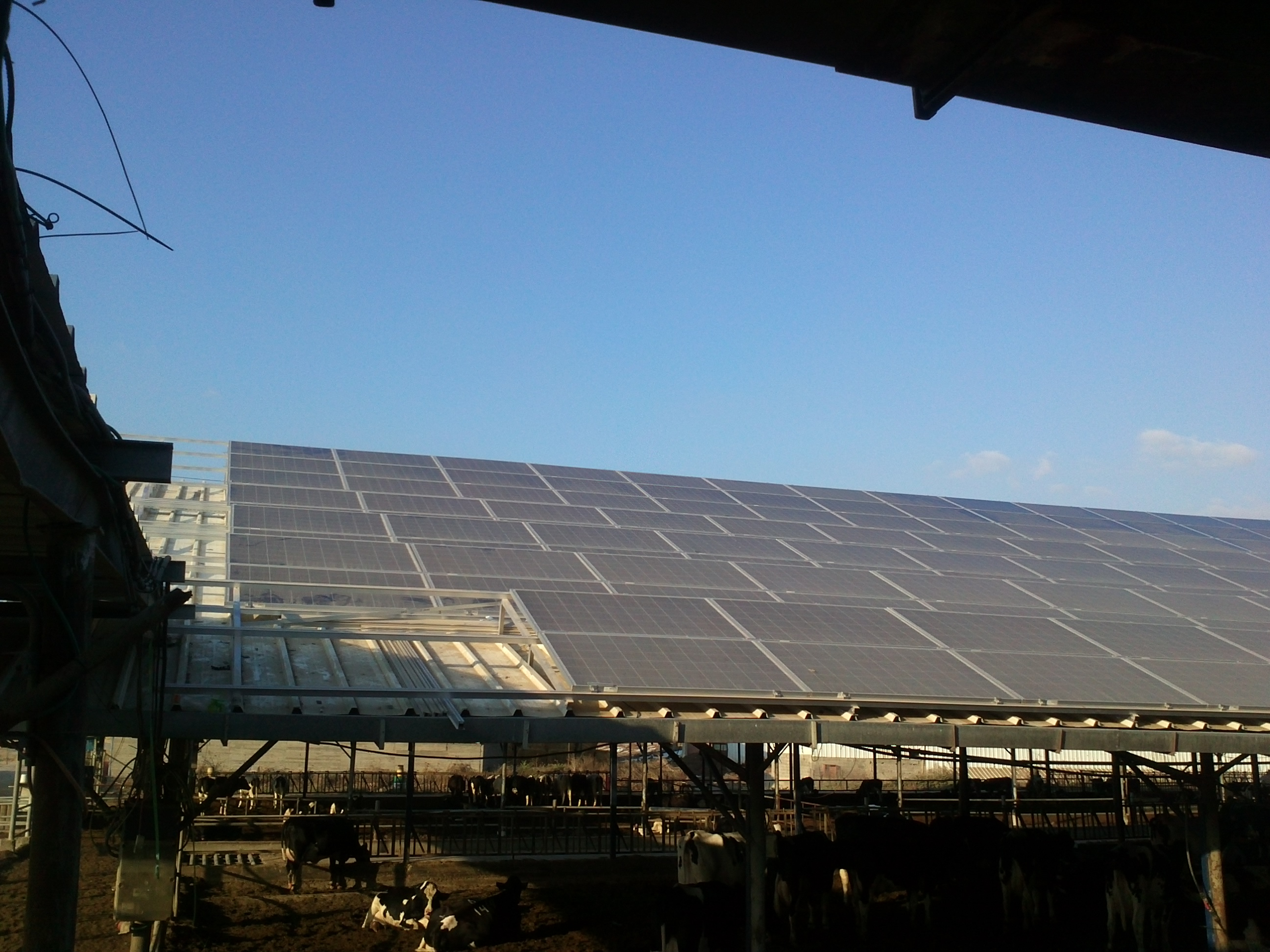
Солнечные батареи на крыше коровника